# Favoriten

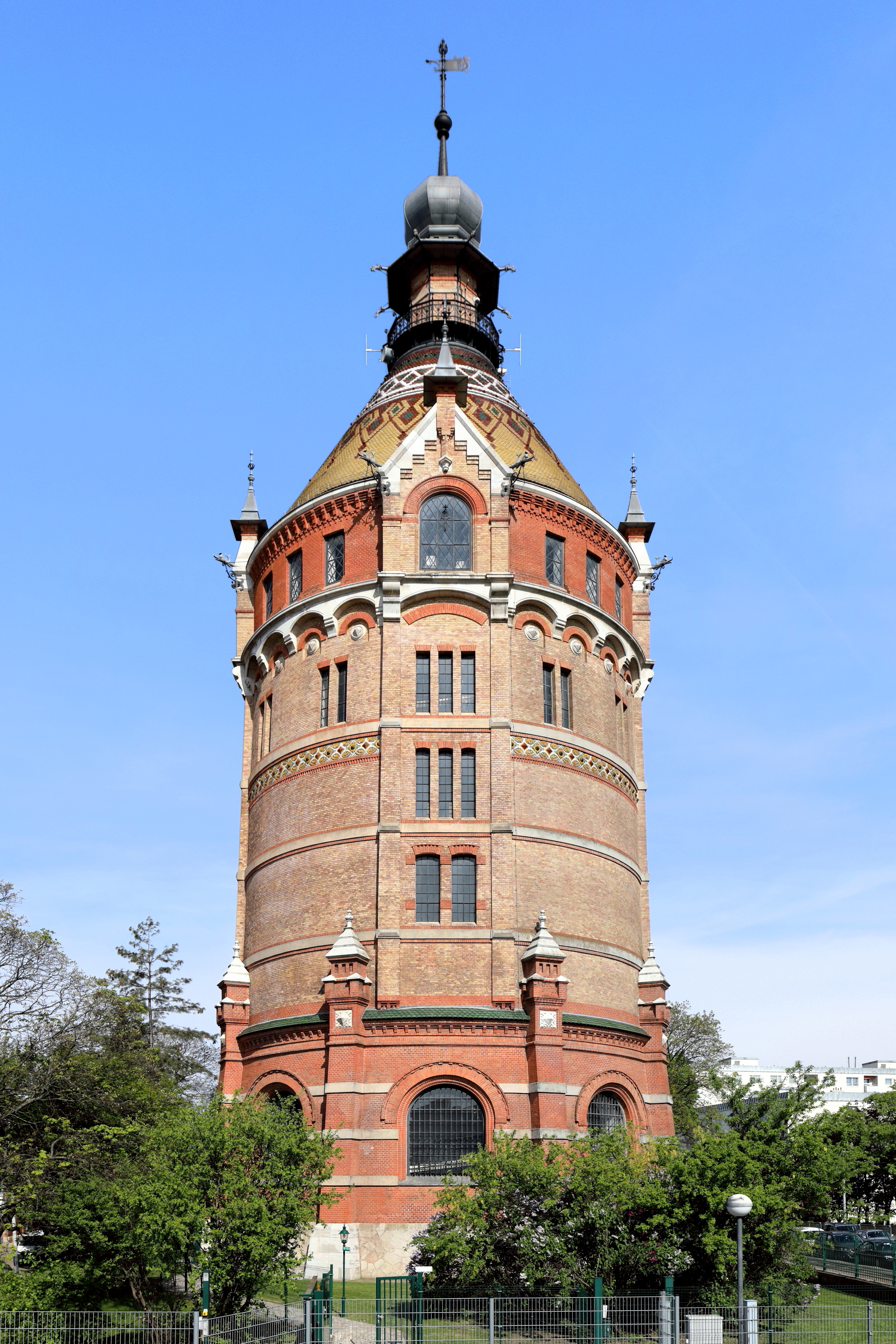
Château d'eau

Favoriten est le dixième arrondissement de Vienne, situé au sud de la ville. Il compte environ 218 000 habitants, ce qui en fait l'arrondissement le plus peuplé de Vienne. Il fait partie de la ville depuis 1874.

## Sites

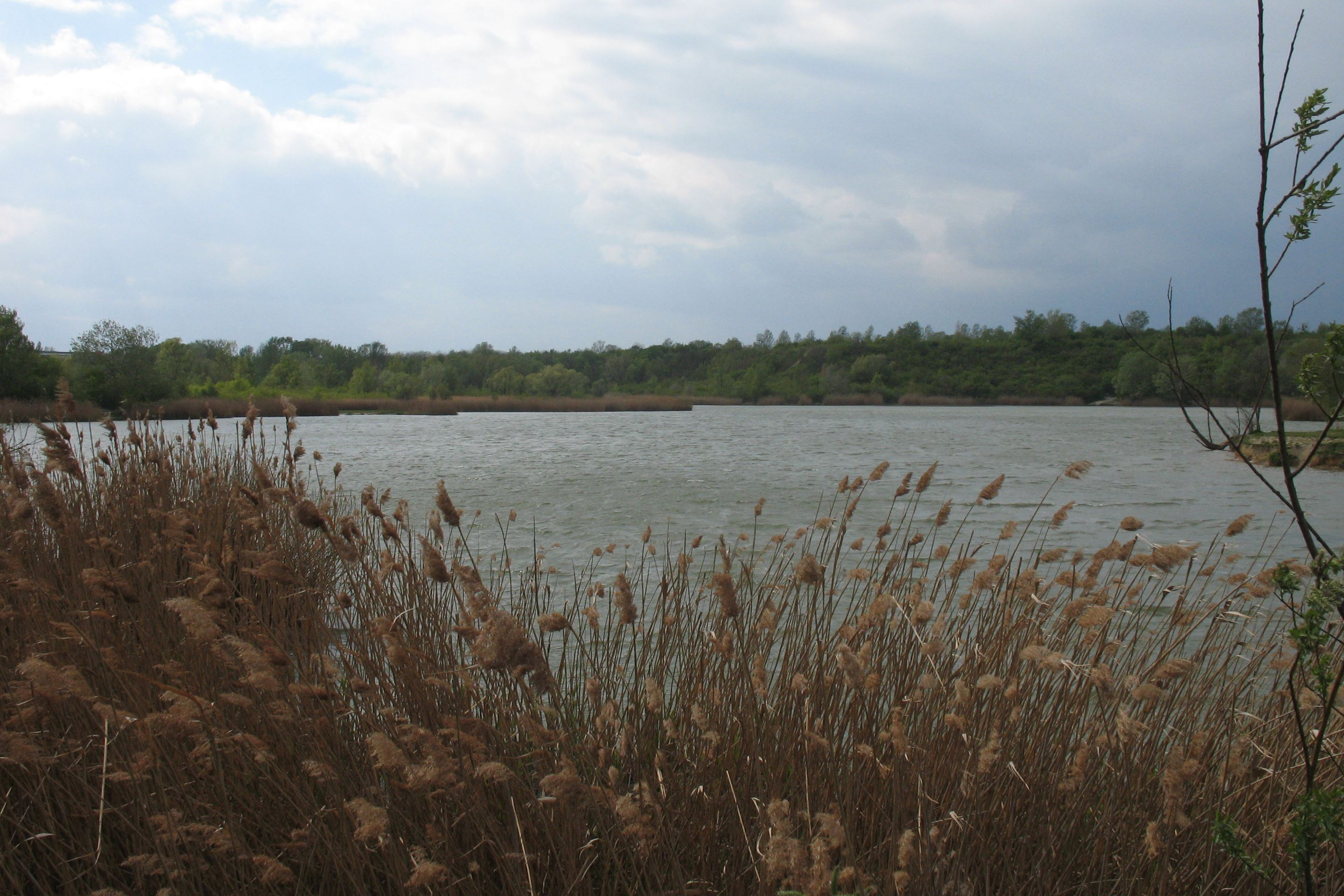
Étang de Wienerberg

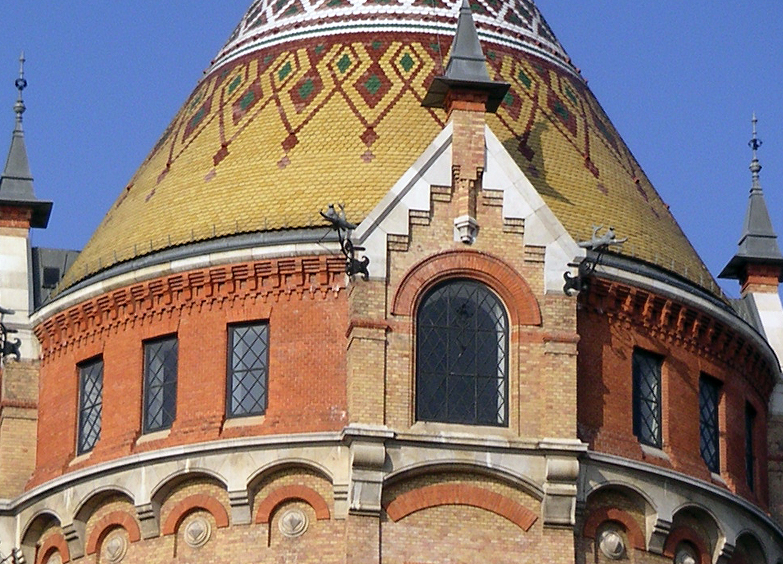
Château d'eau

- Wasserturm Favoriten, un ancien château d'eau construit en 1899, aujourd'hui lieu d'exposition.
- Amalienbad, piscine et établissement de bains construit en 1926 en style Art déco.
- Cimetière évangélique de Matzleinsdorf

## Géographie
Favoriten compte les zones vertes du Laaer Berg et du Laaer Wald.

### Sites Internet
- (de) Site Internet de la Ville de Vienne - Favoriten
- (de) Arrondissements de Vienne : Favoriten